# Mark Knowles
Pour les articles homonymes, voir Knowles.
Mark Knowles, né le 4 septembre 1971 à Nassau, est un joueur de tennis professionnel bahaméen.
Il fait des études militaires avant de se lancer dans une carrière de joueur de tennis. Spécialiste du double, il devient numéro 1 mondial de double le 24 juin 2002. Il remporte 55 tournois dans cette discipline dont trois titres du Grand Chelem : l'Open d'Australie en 2002, l'US Open en 2004 et Roland-Garros en 2007, ainsi que le Masters en 2007. Il a longtemps comme partenaire le Canadien Daniel Nestor avec qui il a gagné la plupart de ses titres. En 2008 et en 2009, il joue aux côtés de l'Indien Mahesh Bhupathi.
En 2009, il remporte le tournoi de Wimbledon en double mixte aux côtés de l'Allemande Anna-Lena Grönefeld.

## Palmarès

### En double messieurs
| 55 titres en double | 3 G. Chelem | 3 G. Chelem | 3 G. Chelem | 3 G. Chelem | 3 G. Chelem | 1 Masters  | 1 Masters  | 1 Masters   | 1 Masters   | 1 Masters   | 17 Masters 1000 | 17 Masters 1000 | 17 Masters 1000 | 17 Masters 1000 | 17 Masters 1000     | 15 ATP 500          | 15 ATP 500          | 15 ATP 500          | 15 ATP 500          | 15 ATP 500          | 19 ATP 250          | 19 ATP 250     | 19 ATP 250     | 19 ATP 250     | 19 ATP 250     | 0 JO           | 0 JO           | 0 JO           | 0 JO | 0 JO | 0 NC | 0 NC | 0 NC | 0 NC | 0 NC |
| 55 titres en double | 39 sur dur  | 39 sur dur  | 39 sur dur  | 39 sur dur  | 39 sur dur  | 39 sur dur | 39 sur dur | 3 sur gazon | 3 sur gazon | 3 sur gazon | 3 sur gazon     | 3 sur gazon     | 3 sur gazon     | 3 sur gazon     | 11 sur terre battue | 11 sur terre battue | 11 sur terre battue | 11 sur terre battue | 11 sur terre battue | 11 sur terre battue | 11 sur terre battue | 2 sur moquette | 2 sur moquette | 2 sur moquette | 2 sur moquette | 2 sur moquette | 2 sur moquette | 2 sur moquette | 0 NC | 0 NC | 0 NC | 0 NC | 0 NC | 0 NC | 0 NC |

## Parcours dans les tournois duGrand Chelem

### En simple
| Année | Open d'Australie | Open d'Australie | Internationaux de France | Internationaux de France | Wimbledon       | Wimbledon    | US Open         | US Open     |
| ----- | ---------------- | ---------------- | ------------------------ | ------------------------ | --------------- | ------------ | --------------- | ----------- |
| 1992  | —                | —                | —                        | —                        | 2e tour (1/32)  | W. Masur     | —               | —           |
| 1993  | —                | —                | —                        | —                        | —               | —            | —               | —           |
| 1994  | 1er tour (1/64)  | J. Hlasek        | —                        | —                        | 2e tour (1/32)  | M. Damm      | —               | —           |
| 1995  | —                | —                | —                        | —                        | 2e tour (1/32)  | S. Matsuoka  | 1er tour (1/64) | J. Björkman |
| 1996  | —                | —                | 2e tour (1/32)           | M. Tillström             | 2e tour (1/32)  | J. Stark     | 2e tour (1/32)  | P. Campana  |
| 1997  | 1er tour (1/64)  | T. Woodbridge    | —                        | —                        | —               | —            | —               | —           |
| 1998  | —                | —                | —                        | —                        | 1er tour (1/64) | C. Wilkinson | —               | —           |

N.B. : à droite du résultat se trouve le nom de l'ultime adversaire.

### En double
| Année | Open d'Australie            | Open d'Australie           | Internationaux de France     | Internationaux de France  | Wimbledon                   | Wimbledon                  | US Open                      | US Open                    |
| ----- | --------------------------- | -------------------------- | ---------------------------- | ------------------------- | --------------------------- | -------------------------- | ---------------------------- | -------------------------- |
| 1992  | —                           | —                          | —                            | —                         | 2e tour (1/16) D. Eisenman  | N. Borwick S. Youl         | —                            | —                          |
| 1993  | 2e tour (1/16) P. Wekesa    | W. Ferreira P. Norval      | —                            | —                         | 1/4 de finale R. Deppe      | P. Kühnen G. Muller        | 1er tour (1/32) T. Martin    | D. Adams A. Olhovskiy      |
| 1994  | 1er tour (1/32) J. Palmer   | M. Keil K. Jones           | —                            | —                         | 2e tour (1/16) K. Flach     | S. Davis T. Martin         | 1/2 finale W. Ferreira       | J. Eltingh P. Haarhuis     |
| 1995  | Finale D. Nestor            | J. Palmer R. Reneberg      | 1/8 de finale J. Siemerink   | J. Eltingh P. Haarhuis    | 1/2 finale D. Nestor        | T. Woodbridge M. Woodforde | 1/4 de finale D. Nestor      | S. Casal E. Sánchez        |
| 1996  | 1/4 de finale D. Nestor     | G. Forget J. Hlasek        | 2e tour (1/16) D. Nestor     | D. Johnson F. Montana     | 1/8 de finale D. Nestor     | J.-P. Fleurian G. Raoux    | 1er tour (1/32) D. Nestor    | J-L. de C. van Rensburg    |
| 1997  | 1/4 de finale D. Nestor     | J. Eltingh P. Haarhuis     | 2e tour (1/16) D. Nestor     | T. Carbonell F. Roig      | 1/8 de finale D. Nestor     | M. Damm P. Vízner          | —                            | —                          |
| 1998  | 1er tour (1/32) D. Nestor   | M.-K. Goellner D. Prinosil | Finale D. Nestor             | J. Eltingh P. Haarhuis    | 1/8 de finale D. Nestor     | J. Björkman P. Rafter      | Finale D. Nestor             | S. Stolle C. Suk           |
| 1999  | 2e tour (1/16) D. Nestor    | N. Kulti M. Tillström      | 2e tour (1/16) D. Nestor     | R. Reneberg J. Stark      | 1/2 finale D. Nestor        | P. Haarhuis J. Palmer      | 1er tour (1/32) D. Nestor    | J. Grabb J. Stark          |
| 2000  | 1er tour (1/32) N. Zimonjić | J. Eagle A. Florent        | 1er tour (1/32) J. Gimelstob | J.-R. Lisnard O. Patience | 1/8 de finale J. Gimelstob  | E. Ferreira R. Leach       | 1er tour (1/32) J. Gimelstob | A. O'Brien J. Palmer       |
| 2001  | 2e tour (1/16) B. MacPhie   | B. Black D. Prinosil       | 1/8 de finale B. MacPhie     | J. Björkman T. Woodbridge | 1/8 de finale B. MacPhie    | E. Ferreira R. Leach       | 1/4 de finale B. MacPhie     | P. Haarhuis S. Schalken    |
| 2002  | Victoire D. Nestor          | M. Llodra F. Santoro       | Finale D. Nestor             | P. Haarhuis I. Kafelnikov | Finale D. Nestor            | J. Björkman T. Woodbridge  | 1/4 de finale D. Nestor      | B. Bryan M. Bryan          |
| 2003  | Finale D. Nestor            | M. Llodra F. Santoro       | 1/8 de finale D. Nestor      | G. Etlis M. Rodríguez     | 1/4 de finale D. Nestor     | J. Erlich A. Ram           | 1/2 finale D. Nestor         | B. Bryan M. Bryan          |
| 2004  | 1/4 de finale D. Nestor     | G. Etlis M. Rodríguez      | 1/4 de finale D. Nestor      | M. Llodra F. Santoro      | 1/2 finale D. Nestor        | J. Knowle N. Zimonjić      | Victoire D. Nestor           | L. Paes D. Rikl            |
| 2005  | 1er tour (1/32) D. Nestor   | J. Melzer A. Waske         | 1/2 finale D. Nestor         | B. Bryan M. Bryan         | 1/4 de finale M. Llodra     | S. Huss W. Moodie          | 1er tour (1/32) D. Nestor    | P. Goldstein J. Thomas     |
| 2006  | 1er tour (1/32) D. Nestor   | D. Norman V. Spadea        | 2e tour (1/16) D. Nestor     | D. Hrbatý M. Mertiňák     | 1/2 finale D. Nestor        | B. Bryan M. Bryan          | 1/8 de finale D. Nestor      | P. Goldstein J. Thomas     |
| 2007  | 1/2 finale D. Nestor        | B. Bryan M. Bryan          | Victoire D. Nestor           | L. Dlouhý P. Vízner       | 1/4 de finale D. Nestor     | M. Melo A. Sá              | 1/4 de finale D. Nestor      | L. Dlouhý P. Vízner        |
| 2008  | 1/2 finale M. Bhupathi      | J. Erlich A. Ram           | 1er tour (1/32) M. Bhupathi  | S. Huss R. Hutchins       | 1er tour (1/32) M. Bhupathi | P. Petzschner A. Peya      | 1/8 de finale M. Bhupathi    | M. González J. Mónaco      |
| 2009  | Finale M. Bhupathi          | B. Bryan M. Bryan          | 1/8 de finale M. Bhupathi    | J. Acasuso F. González    | 1/4 de finale M. Bhupathi   | W. Moodie D. Norman        | Finale M. Bhupathi           | L. Dlouhý L. Paes          |
| 2010  | —                           | —                          | 2e tour (1/16) M. Fish       | G. Rufin A. Sidorenko     | 1er tour (1/32) M. Fish     | P. Marx I. Zelenay         | 1/8 de finale M. Fish        | B. Bryan M. Bryan          |
| 2011  | 2e tour (1/16) M. Mertiňák  | E. Butorac J.-J. Rojer     | 1er tour (1/32) M. Mertiňák  | A. Dolgopolov X. Malisse  | 1er tour (1/32) Ł. Kubot    | C. Guccione A. Shamasdin   | 1/8 de finale X. Malisse     | S. Bolelli F. Fognini      |
| 2012  | —                           | —                          | 1/8 de finale X. Malisse     | B. Bryan M. Bryan         | 1er tour (1/32) P. Hanley   | S. Lipsky R. Ram           | 1er tour (1/32) X. Malisse   | P. Andújar G. García-López |
| 2013  | —                           | —                          | —                            | —                         | 1er tour (1/32) L. Hewitt   | J. Delgado M. Ebden        | —                            | —                          |

N.B. : le nom du ou de la partenaire se trouve sous le résultat ; le nom des ultimes adversaires se trouve à droite.

### En double mixte
N.B. : le nom de la partenaire se trouve sous le résultat ; le nom des ultimes adversaires se trouve à droite.